# Mahamoud Ali Youssouf
Mahamoud Ali Youssouf (Djibouti, 1965) és un diplomàtic i polític djiboutí, president de la Comissió de la Unió Africana des del 2025. Anteriorment, va ser ministre d'Afers Exteriors de Djibouti des del 2005 fins a la seva elecció com a president de l'AUC. Llicenciat en administració d'empreses per la Universitat de Liverpool i amb un màster en gestió per la Universitat Laval, va iniciar la seva carrera diplomàtica als anys 1990. Va ser ambaixador a Egipte (1997-2001) i posteriorment ministre delegat per a la Cooperació Internacional. Com a president de l'AUC, ha destacat la necessitat de reforçar l'autonomia africana en seguretat i finançament de la pau.